# Fasnachtskiechli

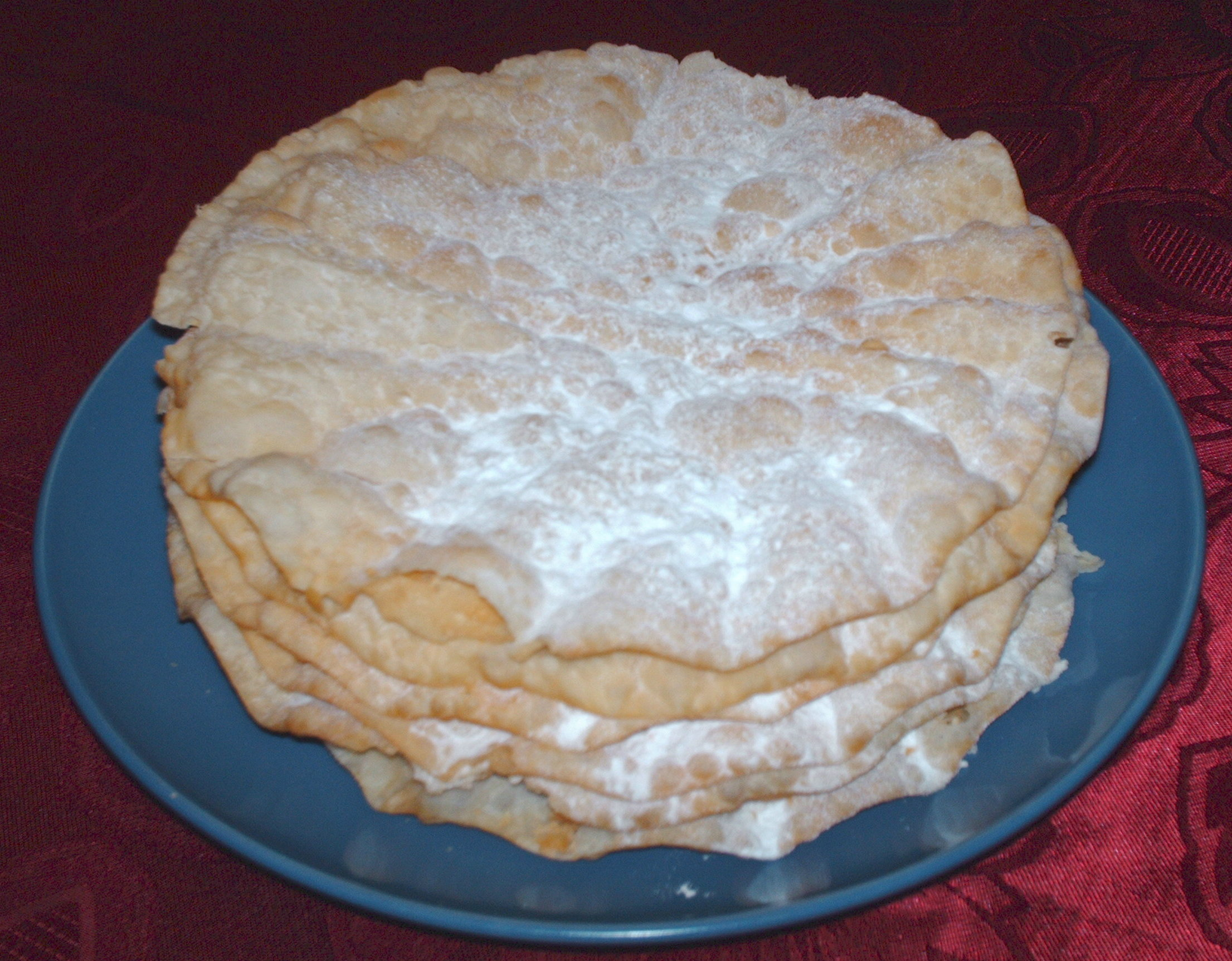
Fasnachtschüechli

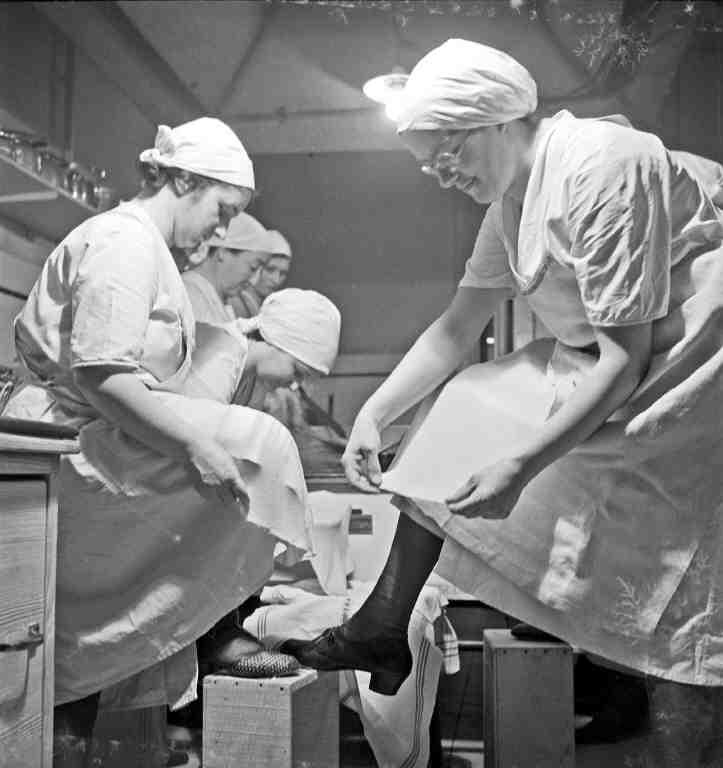
Traditionelle Herstellung von «Chnöiblätze» 1933

Fasnachtschüechli (schriftdeutsch Fasnachtsküchlein oder baseldeutsch Fasnachtskiechli, rätoromanisch patlauna) sind in der Schweiz eine besondere regionale und saisonale Unterart des Fettgebackenen.

## Andere Bezeichnungen
Andere Bezeichnungen sind auch Chneublätz (übersetzt etwa Knielappen aufgrund der ursprünglichen Herstellungsweise), im Kanton Bern Chilbiblätz (von Chilbi, ursprünglich Kirchweih, heute allgemein Volksfest), in der Region Ostschweiz Öhrli, im Appenzellerland Hondsfläde, in der französischsprachigen Schweiz Merveilles, in der italienischsprachigen Schweiz Frittelle di carnevale oder im Kanton Wallis auch besser bekannt als Chruchtälä.

## Vorkommen
Fasnachtskiechli sind in der ganzen Schweiz verbreitet, haben jedoch lokal bei unterschiedlichen Gelegenheiten «Saison».
In der Region von Basel (und heute fast überall in der Schweiz) gehören sie in die Fasnachtszeit, in andern Regionen sind sie das typische Kirchweihgebäck. Zusammen mit Fastenwähe, Mehlsuppe, Käse- und Zwiebelkuchen (Kääs- und Ziibelewaie) gehören sie zu den typischen Speisen der Basler Fasnacht.
In manchen Regionen in Franken sind sie auch als Kirchweihgebäck bekannt.

## Herstellung
Der Teig besteht im Wesentlichen aus Eiern, Mehl und etwas Salz und hat die Konsistenz von weichem Hefeteig. Ein pflaumengrosses Stück wird dünn kreisrund ausgewallt und dann über dem (mit einem Küchentuch bedeckten) Knie papierdünn ausgezogen. Der Teigling ist dann einiges grösser als der Topf. Er wird ins heisse Fett gelegt und mit zwei Holzlöffeln auf die Topfgrösse zusammengedrückt, so dass er Wellen wirft. Er wird einmal gewendet und knusprig durchgebacken und noch warm mit Puderzucker bestäubt.
Bei der häuslichen Herstellung grosser Mengen werden Fasnachtschiechli in der Regel im Waschkorb aufbewahrt, früher meist in ein Tuch eingeschlagen. In Briefen und Novellen von Gottfried Keller wird die Zubereitung von Chneublätz mit Weisswein beschrieben.
In lokalen Varianten wird der dünn ausgezogene Teig auch locker zusammengeballt und dann im Fett gebacken.

## Abgrenzung zu Fasnachtsküchle
Fasnachtskiechli sind etwas anderes als die südwestdeutschen Fasnachtsküchle. Diese stellen eine Unterart des Berliners dar.